# Mizuho (Gifu)
Mizuho (瑞穂市 -shi) é uma cidade japonesa localizada na província de Gifu.
Em 2003 a cidade tinha uma população estimada em 48 142 habitantes e uma densidade populacional de 1 706,56 h/km². Tem uma área total de 28,21 km².
Recebeu o estatuto de cidade a 1 de Maio de 2003.